# Германович, Пётр
Пётр Германо́вич (пол. Piotr Hermanowicz; 1881, Вильно, Российская империя — 1939, там же) — польский скульптор, педагог.

## Биография

Портрет поэта. 1930 г.

Проект памятника А. Мицкевичу

Выпускник Высшего художественного училища при Императорской Академии художеств в Санкт-Петербурге. Ученик В. А. Беклемишева, Я. Ф. Ционглинского, А. Н. Бенуа.
В 1912 году в качестве стипендиата отправился в Париж, где три года продолжил стажироваться под руководством Э. А. Бурделя. В 1924 году на выставке ремёсел и искусств за свою скульптуру был награждён золотой медалью.
В том же году начал работать в качестве преподавателя в Школе прикладных искусств в Вильно. Был членом Вильнюсского общества художников, организатором курсов живописи и рисунка, проводимых этой организацией.
В 1930-х годах был избран советником города Вильно, член Союза монархистов. Входил в Гильдию каменщиков, маляров, штукатуров и плотников, некоторое время был старшим цеха. Пропал без вести, вскоре после вступления Красной Армии в Вильно в сентябре 1939 году.

## Творчество
Автор ряда скульптурных портретов, скульптур и статуй.
Создал фрагменты торжественной цепи ректора Университета Стефана Батория, по проекту разработанному Фердинандом Рущицем.